# Amparo Rivelles

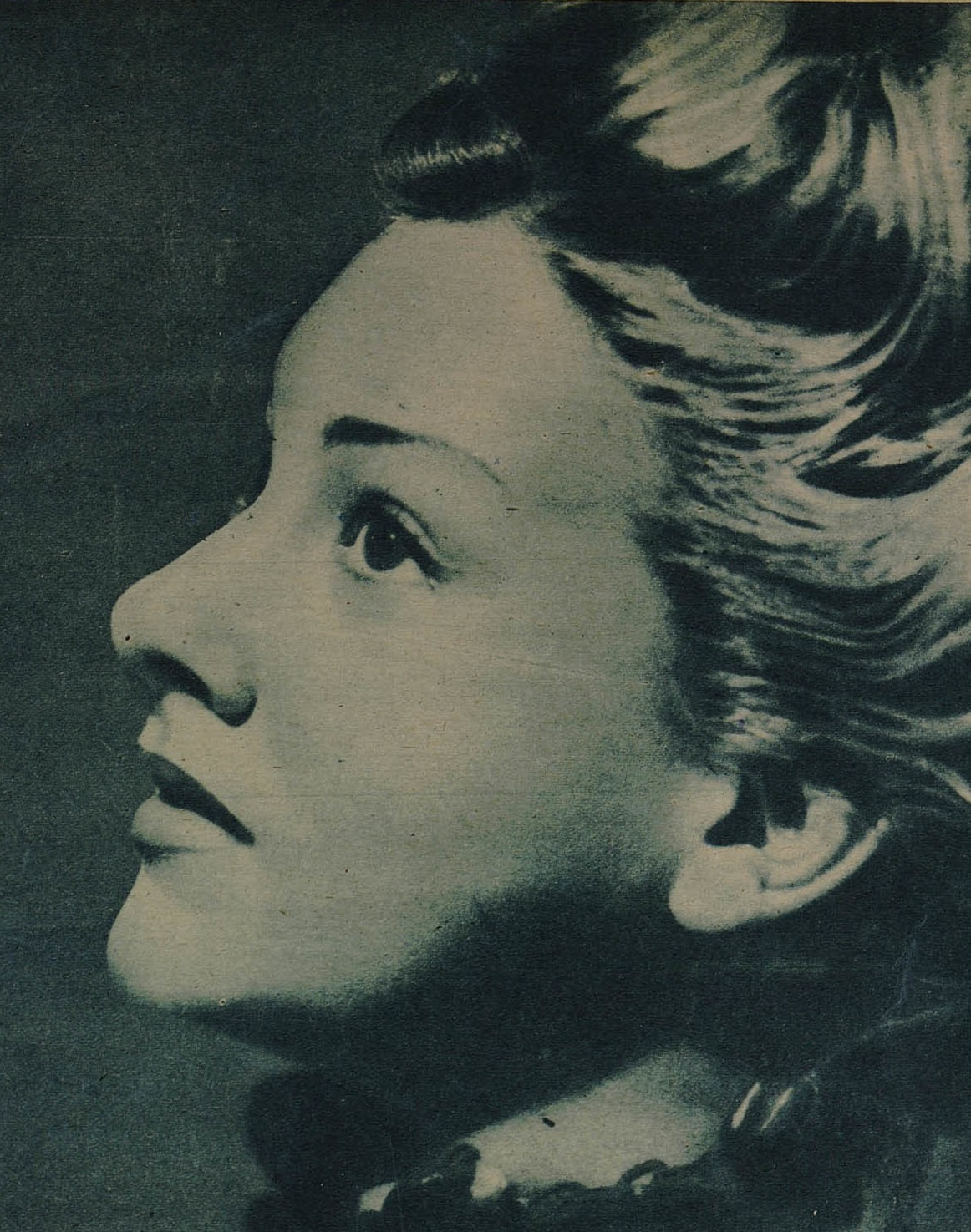
Amparo Rivelles, 1945

Amparo Rivelles (* 11. Februar 1925 in Madrid; † 7. November 2013 ebenda) war eine spanische Schauspielerin.
Rivelles war die erste Preisträgerin, die den Goya als beste Hauptdarstellerin für ihre Rolle in Hay que deshacer la casa erhielt. Darüber hinaus war sie für ihre Rolle in Esquilache 1990 als beste Nebendarstellerin nominiert.

## Filmographie (Auswahl)
- 1941: Alma de Dios
- 1942: Los ladrones somos gente honrada
- 1942: Malvaloca
- 1953: Die Sklavin von Venedig (I Piombi di Venezia)
- 1955: Herr Satan persönlich (Mr. Arkadin) (spanische Version)
- 1957: Brennpunkt Tanger (Agguato a Tanger)
- 1960: Das Skelett der Señora Morales (El esqueleto de la señora Morales)
- 1977: Süße Versuchung (La coquito)
- 1977: Strand der Illusionen (La playa vacía)
- 1982: La casa de Bernarda Alba
- 1986: Hay que deshacer la casa
- 1989: Esquilache
- 1991: El día que nací yo
- 1995: Die Präsidentin (La regenta) (Fernsehminiserie)
- 1999: El olor de las manzanas